# 회계사
회계사(會計士)는 회계 실무 종사자이며, 경영자와 투자자, 과세 당국 등 의사 결정에 관련된 사람들이 자원 배분시 필요로 하는 재정 상황에 관한 조사, 공개 인증서 작성 등을 담당하는 사람이다.
회계사가 되기 위해서 공인회계사(CPA), 칙허회계사(CA, Chartered accountant), CAA 같은 시험에 합격해 자격증을 부여 받아야 하며, 대한민국에서는 CPA에 통과해야한다. 회계사는 전문자격을 갖춘 만큼 책임도 가진다. 예를 들면 감사 대상 회사의 재무제표가 제대로 작성되었는지 확인하고, 증명하는 권한을 갖고, 잘 못 작성되었을 시 책임을 진다. 비공인회계사는 공인회계사가 고용한 경우 회계사 사무실에서 일할 수 있지만, 법적인 감사, 작성 권한은 없다.

## 같이 보기
- 공인회계사